# Microsoft Office 2000
Microsoft Office 2000 (версія 9.0) це пакет офісного програмного забезпечення, який був створений компанією Microsoft, та розповсюджувався для Microsoft Windows. Пакет офіційно підтримувався в операційних системах Windows від 95, до Windows XP та Windows Server 2003.
Це був реліз на заміну Microsoft Office після Office 97, що був випущений в 1999 році. Релізна версія була відправлена на виготовлення фізичних копій 29 березня 1999 року, а в 7 червня 1999 року її можна було придбати.
Нові особливості в версії це робота з HTML, створення документів та публікації їх в інтернеті, інтеграція з програмою для VoIP та відеоконференцій Microsoft NetMeeting, підтримка профілів що можуть бути переміщені
Покращена сумісність щоб запобігти «проблемі 2000 року», Зміни в інтерфейсі, меню та панелі інструментів отримали можливість бути налаштованими користувачем, вбудована підтримка COM. З'явились інструменти PhotoDraw — інструмент для роботи з растровою та векторною графікою.
Це був перший реліз що використав Windows Installer для встановлення. Також разом з офісом йшов Internet Explorer 5, і його технології могли використовуватись в офісі.
Варіанти підтримки та оновлення безпеки для Office 2000 закінчилися 16 січня 2004 року. Було випущено 3 пакета оновлень, які називалися Service Release (SR-1) Основна підтримка для Office 2000 закінчилася 30 червня 2002 року. Розширена підтримка закінчилася 14 липня 2009 року.

## Порівняння версій
Office 2000 мав 5 редакцій, Standart, Small Business, Professional, Premium та Developer. Різниця була в складі компонентів:
| Офісні програми у збірках | Standard Edition | Small Business Edition | Professional Edition | Premium Edition | Developer Edition |
| ------------------------- | ---------------- | ---------------------- | -------------------- | --------------- | ----------------- |
| Word 2000                 | Присутній        | Присутній              | Присутній            | Присутній       | Присутній         |
| Excel 2000                | Присутній        | Присутній              | Присутній            | Присутній       | Присутній         |
| Outlook 2000              | Присутній        | Присутній              | Присутній            | Присутній       | Присутній         |
| PowerPoint 2000           | Присутній        | Не присутній           | Присутній            | Присутній       | Присутній         |
| Binder 2000               | Присутній        | Не присутній           | Присутній            | Присутній       | Присутній         |
| Publisher 2000            | Не присутній     | Присутній              | Присутній            | Присутній       | Присутній         |
| Small Business Tool       | Не присутній     | Присутній              | Присутній            | Присутній       | Присутній         |
| Access 2000               | Не присутній     | Не присутній           | Присутній            | Присутній       | Присутній         |
| FrontPage 2000            | Не присутній     | Не присутній           | Не присутній         | Присутній       | Присутній         |
| PhotoDraw 2000            | Не присутній     | Не присутній           | Не присутній         | Присутній       | Присутній         |
| Developer Tools and SDK   | Не присутній     | Не присутній           | Не присутній         | Не присутній    | Присутній         |
| Internet Explorer 5       | Присутній        | Присутній              | Присутній            | Присутній       | Присутній         |

Додатково були розроблені Microsoft MapPoint, Microsoft Project, Microsoft Visio та Microsoft Vizact версії 2000, з брендуванням Microsoft Office 2000, проте вони не були в складі дистрибутивів Microsoft Office 2000, та розповсюджувались як окремі програми.